# Remigia undata
Remigia undata är en fjärilsart som beskrevs av Fabricius 1775. Remigia undata ingår i släktet Remigia och familjen nattflyn. Inga underarter finns listade.